# Chùa Huế

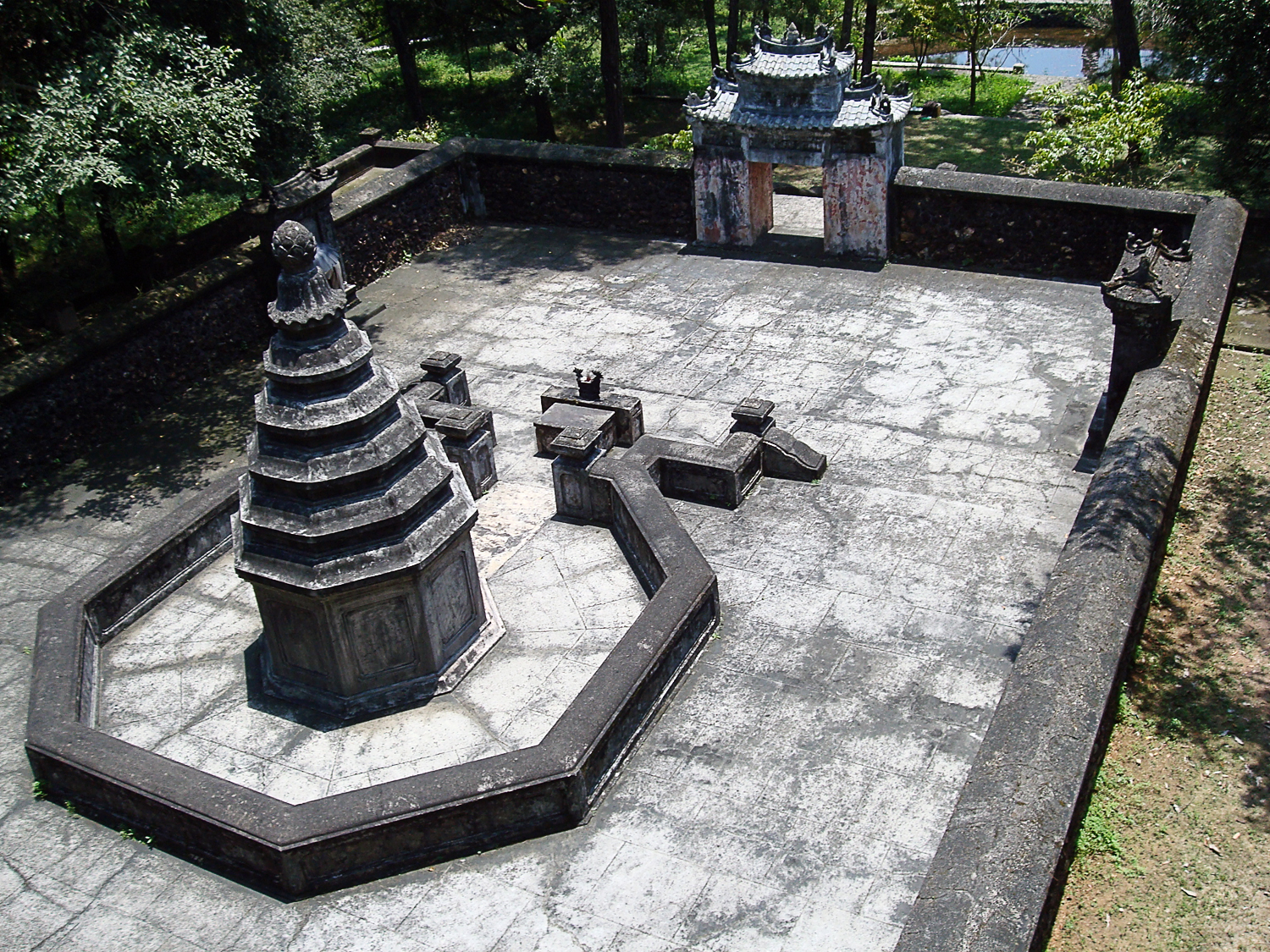
Đại tháp tổ Liễu Quán, Tổ của phái Thiền Lâm Tế Tử Dung-Liễu Quán. Thảo am xưa của sư ở núi Thiên Thai, thành phố Huế, chính là Tổ đình Thuyền Tôn, tức là Thiên Thai Thiền Tông Tự đã được các chúa Nguyễn "sắc tứ", và đã tồn tại hơn hai trăm năm nay. Hiện tại, hàng trăm ngôi chùa Huế ở vùng núi đồi mạn nam sông Hương đều thuộc dòng kệ của sư

Chùa Huế dưới thời chúa Nguyễn đã được xuất hiện nhiều thêm kể từ khi Nguyễn Hoàng vào trấn đất Thuận Hóa. Chùa ở Huế phát triển mạnh trong khoảng thời gian vua Gia Long đến Duy Tân trị vì. Trong khoảng thời gian này, ngoài việc trùng tu, tái thiết và sửa chữa, nhiều chùa mới đã được xây thêm và đến nay, Huế là nơi có mật độ chùa chiền cao với trên một trăm ngôi chùa lớn nhỏ. Có những tượng Phật, tượng Bồ Tát, chuông, khánh đồng, khánh đá và nhiều văn vật khác của Phật giáo các thời Lê, Trịnh, Nguyễn còn lại đang được thờ tự và bảo quản tại các chùa Huế, đây là một kho tàng về văn hóa của Phật giáo Huế.

## Lịch sử

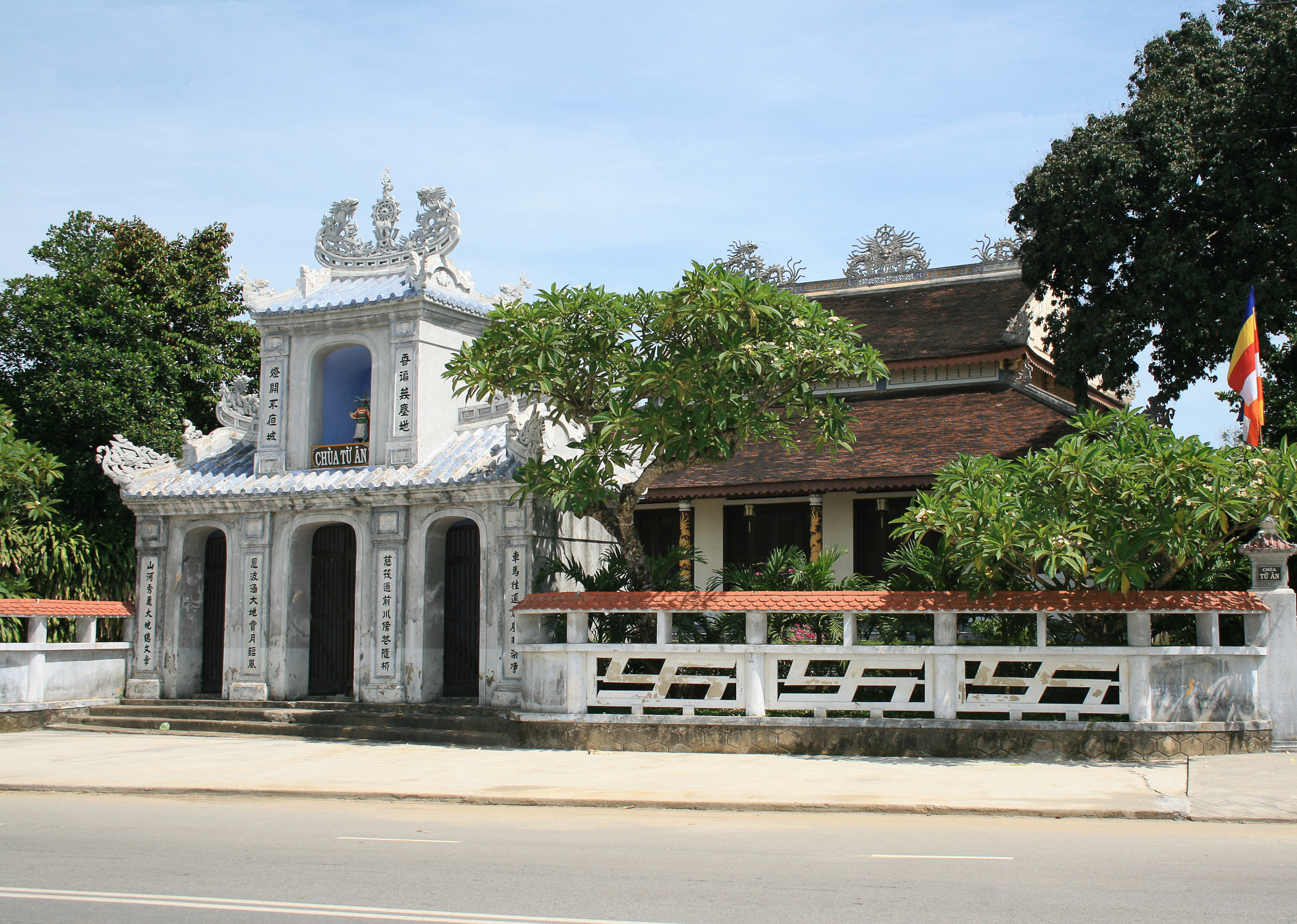
Chùa Từ Ân được vua Tự Đức cho trùng tu ngay sau khi lên ngôi (năm 1848-1850)

Đề cập đến những ngôi chùa Huế trong lịch sử, sách Ô châu cận lục của Dương Văn An ở mục "Phong tục tổng luận" có kể nhiều chùa nhưng đa số là ở Tiên Bình (Quảng Bình ngày nay). Tại Thuận Hóa (bấy giờ là Quảng Trị và Thừa Thiên Huế hiện nay) thì chỉ nói đến chùa Dã Độ làng Dã Độ, huyện Triệu Phong ngày nay, chùa Thiên Mỗ ở phía nam xã Giang Đạm, huyện Kim Trà, chùa Sùng Hóa ở làng Triêm Ân, huyện Tư Vinh là một quốc tự, chùa Tư Khách ở cửa Tư Khách (tức là cửa Tư Dung, nay là cửa Tư Hiền). Tất cả đều được tác giả dùng hai chữ chùa xưa hay chùa cổ. Các chùa lớn thời này đã có đặt một chức quan coi giữ chùa gọi là Tự chính, không thấy nói đến các nhà sư, cách tu hành và không có tăng trú trì như về sau...
Năm 1558, khi Nguyễn Hoàng vào trấn đất Thuận Hóa và các chúa Nguyễn tiếp theo muốn xây dựng một xứ Đàng Trong biệt lập với triều đình vua Lê - chúa Trịnh ở phía Bắc, thì các hoạt động văn hóa xã hội được thúc đẩy và chùa được xây dựng nhiều để làm chỗ sinh hoạt tinh thần. Năm Tân Sửu (1601), Nguyễn Hoàng cho sửa chùa Thiên Mụ và năm sau (1602), chúa cho sửa chùa Sùng Hóa và mở hội Đại pháp ở chùa này
Khi nhà Trịnh tiến chiếm Phú Xuân và nhất là thời Tây Sơn, Phật giáo xứ Thuận Hóa rơi vào tình trạng đồi phế. Mãi đến khi Gia Long lên ngôi trở về sau, các chùa ở vùng Thuận Hóa mới lần hồi được sửa sang và trùng hưng.
Kể từ thời vua Gia long (1802) cho đến Duy Tân (1916) chùa chiền ở vùng Huế phát triển mạnh. Ngoài việc trùng tu, tái thiết và sửa chữa nhiều chùa cổ vua còn cho xây dựng thêm như chùa Giác Hoàng (dựng năm Minh Mạng thứ 2) mà vua Thiệu Trị có là bài thơ "Giác Hoàng Phạn ngữ" để ca ngợi tiếng tụng Kinh ở chùa này. Đến ngày 14-6-1885 chùa bị triệt bỏ, hiện còn dấu tích là Tam Tòa.
Một số ngôi chùa lớn ở Huế được xây dựng, lần lượt theo thời gian có thể kể đến là: Thiên Mụ (1601), Báo Quốc (1674), Từ Đàm (1683), Thuyền Tôn (1709), Từ Hiếu (1843), Diệu Đế (1844), Phước Thọ Am (1831), Trúc Lâm (1909)...
Trái lại, cũng có rất nhiều chùa danh tiếng vào thời cổ đã bị bỏ phế, hoang tàn một độ rồi mất luôn dấu tích như chùa Sùng Hóa, chùa Kim Quang, chùa Tây Thiền, chùa Huệ Minh, chùa Trấn Hải; chùa Bạch Vân, chùa Diên Thọ, Linh Hựu Quán, chùa Ngọc Sơn…

## Kiến trúc
Đặc điểm chung cho những chùa chiền ở Huế là không đồ sộ, xây cất tốn kém, sử dụng quá nhiều công của nhân dân như các ngôi chùa lớn ở phía Bắc (như chùa Trăm Gian, chùa Dâu…) hay quy mô to lớn như chùa Quỳnh Lâm (Đông Triều), chùa Sài Nghiêm (Chí Linh), chùa Hồ Thiên (Kinh Bắc)...Nếp chùa Huế về cơ bản vẫn tiếp nối truyền thống ngôi chùa Việt Nam, nhưng tinh tế, không đồ sộ, khoa trương, ít rườm rà, không nhiều gian. Ngôi chùa là ngôi nhà rường bình dị, thân thiết, gần gũi dân gian.
Chính điện thường có 3 - 5 gian, 2 chái, cắt mái 2 tầng nên nhẹ nhàng, thanh thoát. Chái nhà hai bên dành cho phương trượng, trụ trì, giám tự. Tiếp theo chánh điện là chiếc sân trong bao quanh bởi thiền đường, tăng xá. Vườn chùa trồng cây ăn trái, bố trí tháp mộ các vị Tổ, trụ trì, tăng chúng, sau vườn là khu canh tác, trồng hoa màu.
Nội thất chùa bình dị, cân đối và không trang trí sặc sỡ. Ngoài bộ tượng Phật Tam Thế truyền thống, bên trái có tượng Quan Công, bên phải là Thánh Mẫu Thiên Y A Na. Vào thời chấn hưng Phật giáo những năm 1950-1963, có cải cách lại hệ thống thờ tự: trước Tam Thế đặt thêm tượng Phật Thích ca, gian trái có Bồ tát Địa Tạng, gian phải có Bồ tát Quan Thế Âm, tả hữu thì vẫn đặt Kim cang, Hộ pháp.
Cách kiến trúc chùa viện theo kiểu chữ khẩu (囗), chữ nhất (一), chữ tam (三), chữ liễu (了); những tiền đường hay điện thờ làm kiểu nhà trùng lương (trùng thiềm điệp ốc) là kiểu đặc trưng của chùa Huế. Nóc chùa thường trình bày với các mô-tip lưỡng long chầu mặt nguyệt, lưỡng long chầu Pháp luân, các vật linh quy, phụng, lân, các kiểu hoa sen; mái lợp ngói âm dương có màu ảnh hưởng kiểu kiến trúc cung đình của các triều vua chúa để lại. Hoa sen, chữ vạn, hồi văn chữ vạn, lá sen, trái Phật thủ, lá bồ đề, Pháp luân, hải triều, hỏa luân, bầu cam lồ là những đề tài, những mô-tip thuần Phật giáo tạo cho chùa Huế có nhiều sắc thái độc đáo.